# Савинське (Ульчський район)
Са́винське (рос. Савинское) — село у складі Ульчського району Хабаровського краю, Росія. Адміністративний центр Савинського сільського поселення.

## Населення
Населення — 327 осіб (2010; 399 у 2002).
Національний склад (станом на 2002 рік):
- росіяни — 61 %
- ульчі — 27 %